# Národní park

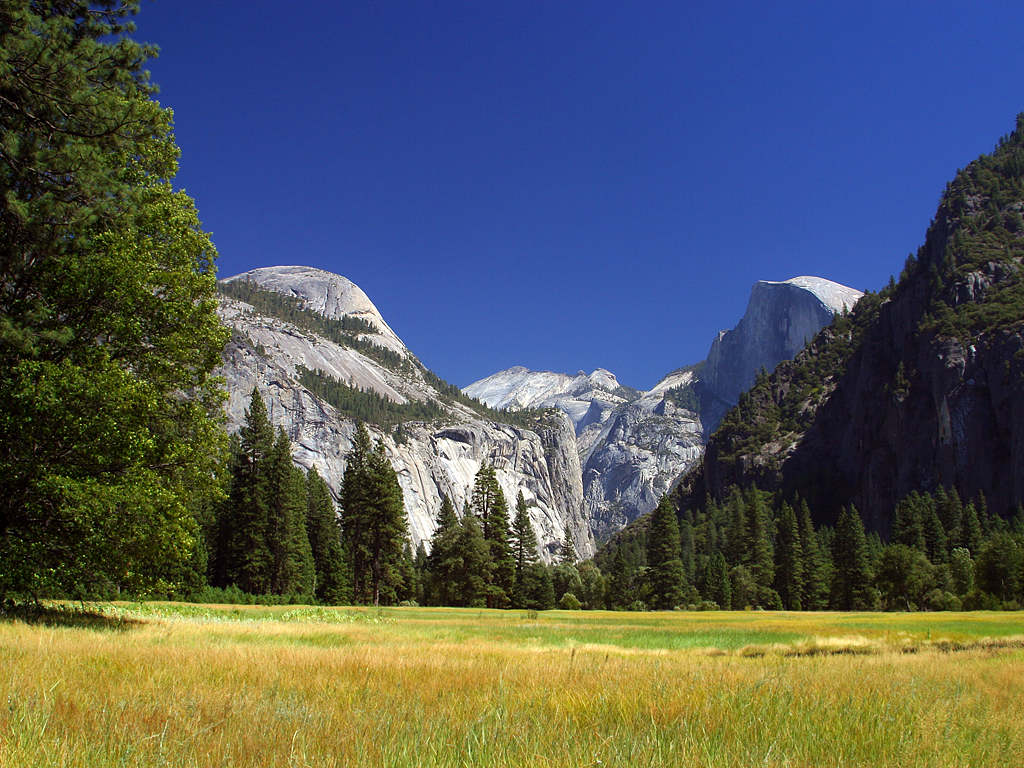
Yosemitský národní park, Spojené státy.

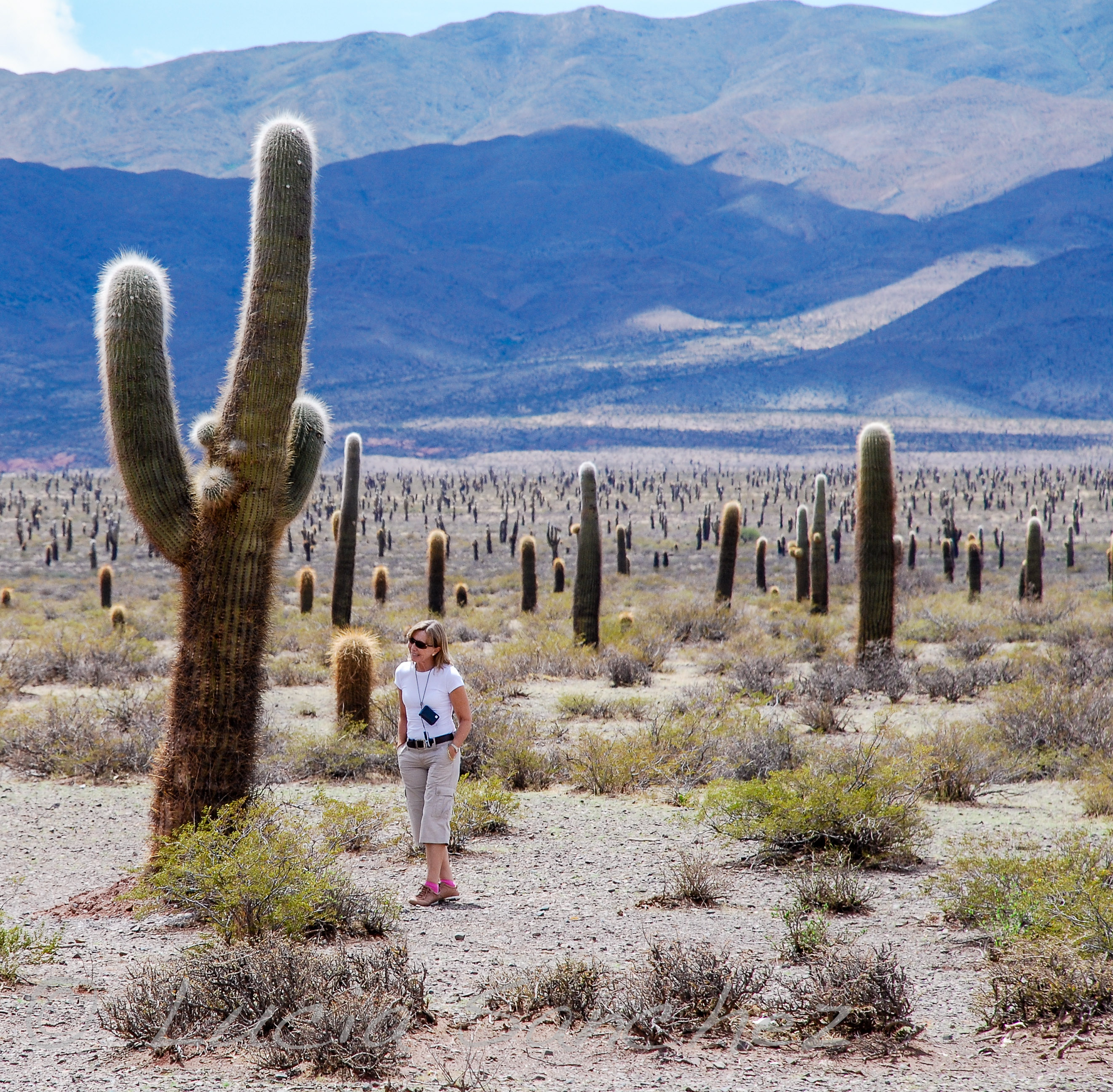
Los Cardones národní park, Argentina.

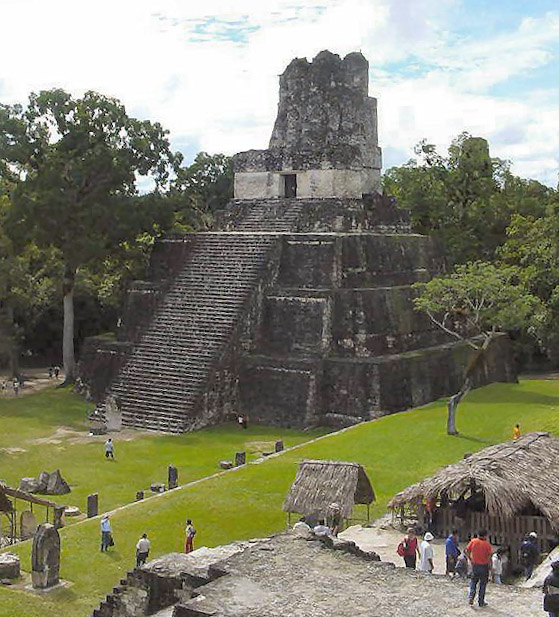
Ruiny v Národním parku Tikal, Guatemala

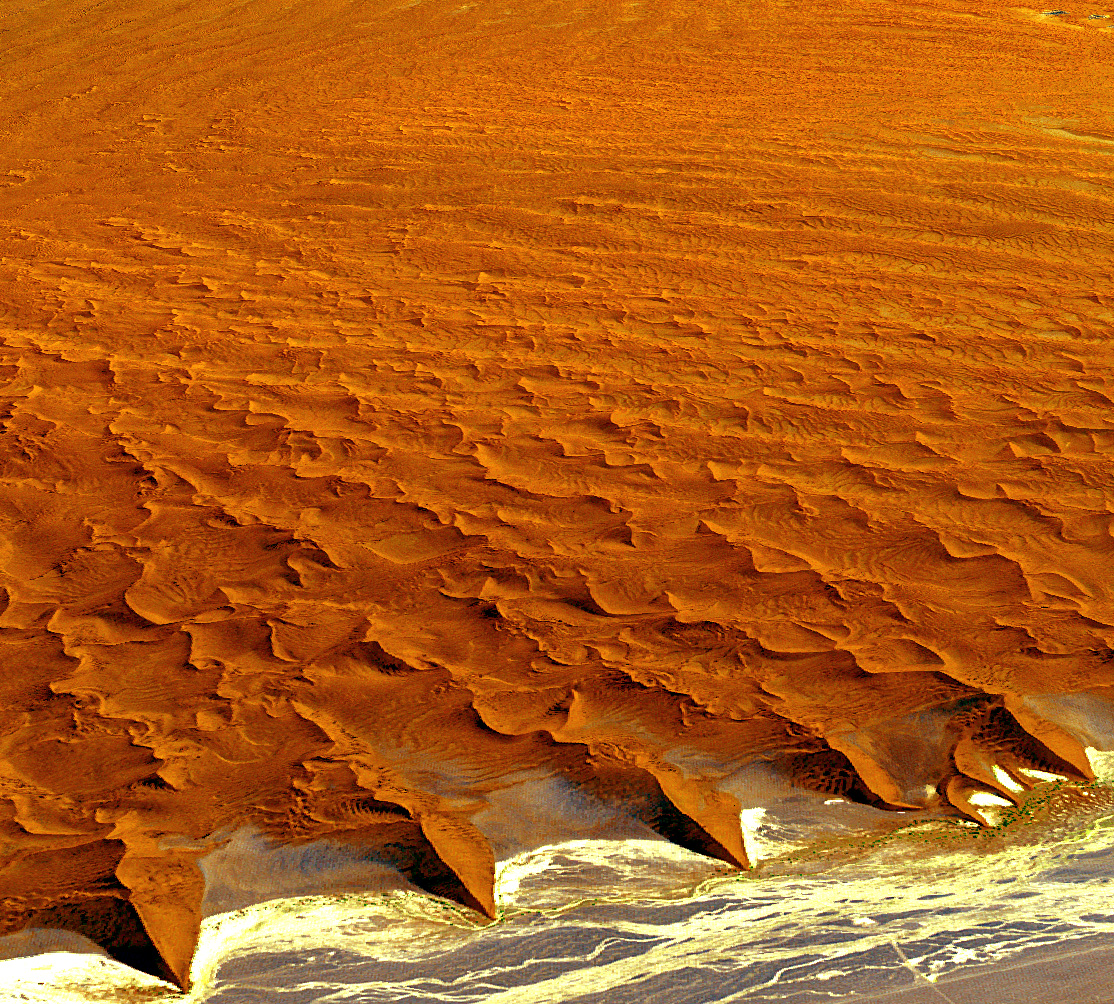
Duny v Národním parku Namib-Naukluft, Namibie

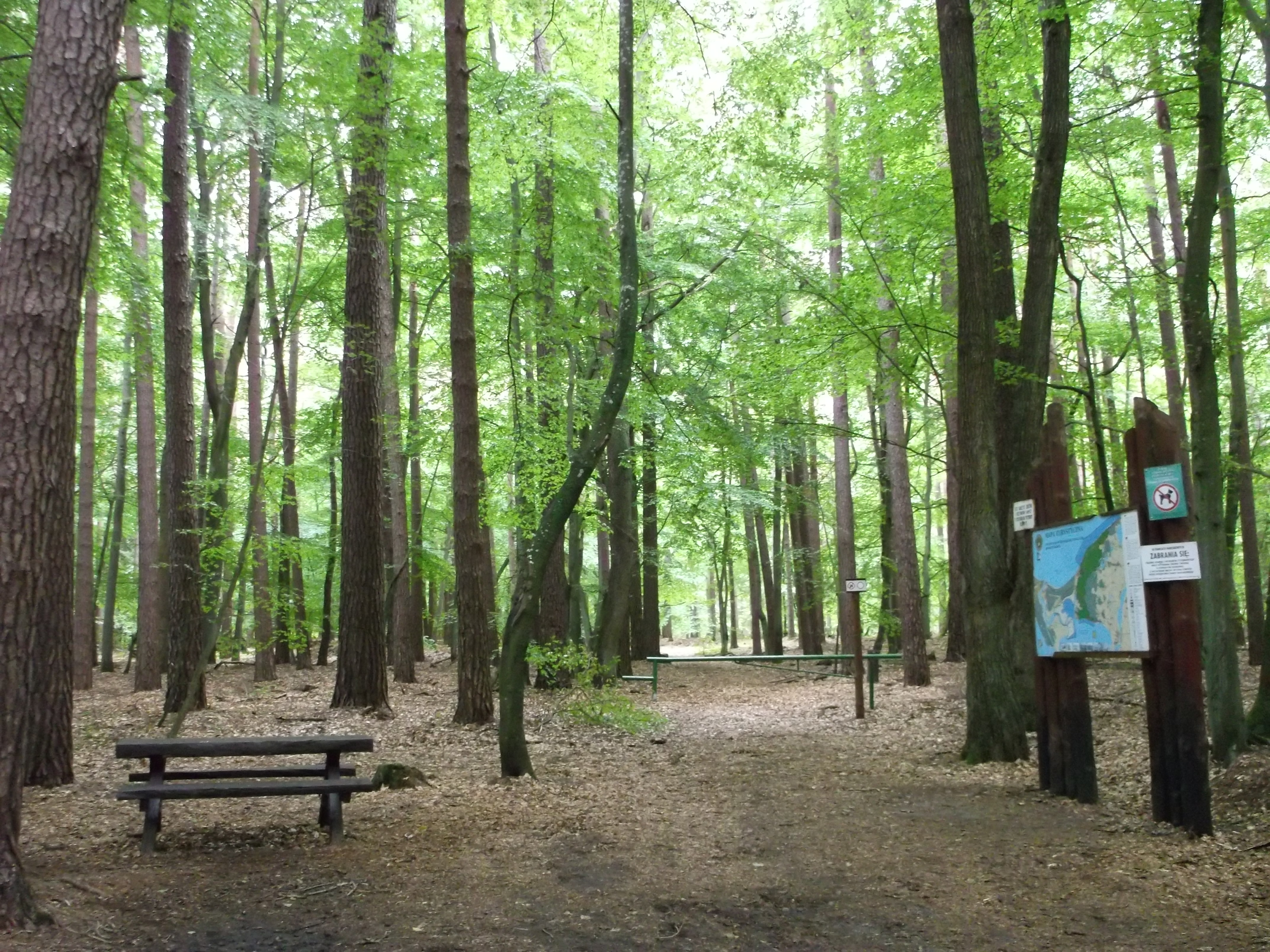
Wolinský národní park, Polsko

Národní park je rozsáhlejší chráněné území, zpravidla s výměrou nad 1 000 hektarů (10 km²), převážně s ekosystémy podstatně nezměněnými lidskou činností nebo v jedinečné a přirozené krajinné struktuře, v němž je ochrana přírody nadřazená nad ostatní činnosti. Jedná se o území s nejvyšším stupňem ochrany.

## Dějiny
Myšlenka zřídit národní park zazněla poprvé začátkem 19. století. V roce 1810 anglický básník William Wordsworth popsal Jezerní oblast (Lake District) v severozápadní Anglii jako „druh národního majetku, na který má právo a v němž má majetkovou účast každý, kdo má oči na to, aby viděl, a srdce na to, aby se radoval“. Malíře Georga Catlina během cest po Divokém západě trápila budoucnost Indiánů, které potkal, a přírodních krás, které viděl. V roce 1832 napsal, že by je možná mohl uchovat:
Nějaký rozsáhlý státní ochranný program … ve velkolepém parku … Parku národa, ve kterém bude člověk i zvěř, v celé divokosti a nedotknutelnosti jejich přirozené krásy!
K prvnímu pokusu vlády o zřízení takto chráněného území došlo ve Spojených státech amerických, když prezident Abraham Lincoln 30. června 1864 podepsal zákon, kterým se chrání Yosemitské údolí a Mariposký les (Mariposa Grove) sekvojovce obrovského (jádro budoucího světoznámého Yosemitského národního parku) státu Kalifornie:
Výše uvedený stát přijme tento sdělovaný majetek za výslovných podmínek, že se areál bude používat pro veřejné použití, jak výletní místo a na rekreaci, a že bude navěky nezcizitelným.
Ale vize národního parku v Yosemite ještě nebyla dokončena a bylo třeba úsilí Johna Muira, aby přinesla ovoce. Yosemite se stal národním parkem až 1. října 1890.
V roce 1872 byl založen Yellowstonský národní park jako první skutečný národní park světa. Následujíce yellowstonský příklad postupně vznikaly jiné národní parky v různých zemích. Královský národní park v Austrálii byl založen v roce 1879 jižně od Sydney. Národní park Banff v Kanadě (později známý jako Národní park Rocky Mountain) se stal prvním kanadským národním parkem v roce 1887. Nový Zéland měl svůj první národní park v roce 1887. První národní park v Evropě byl založen v roce 1910 ve Švédsku. Národní parky se po celém světě zakládaly zejména po druhé světové válce.

## Národní parky ve světě
Národní parky se obvykle zakládají na místech civilizací jen málo dotčených a často mají oblasti s ojedinělou flórou, faunou a ekosystémem (zejména s ohroženými druhy), biodiverzitou nebo neobvyklými geologickými vlastnostmi. Vzácně se národní parky zřizují v civilizovaných oblastech s cílem vrátit oblast do původního stavu tak jak je to jen možné.
V některých zemích, jako například v Anglii a Walesu, oblasti označené jako národní park nemají divokou přírodu, ani nejsou ve státním vlastnictví, a mohou tam být do značné míry zastoupena i sídla a obdělávaná půda, jež jsou často nedílnou součástí krajiny.
Většina národních parků plní dvojí úlohu, záchranu divočiny a také slouží jako centra turistiky. Zvládnutí potenciálních konfliktů mezi těmito dvěma úkoly může být problematické zejména pokud se z příjmu z turistiky financuje údržba národního parku. Parky také slouží jako rezerva přírodních zdrojů jako dřeva, minerálů a jiných hodnotných surovin. Zvládnutí konfliktu mezi poptávkou po využívání těchto zdrojů a případnou škodou, která by tak mohla vzniknout, je často velkou výzvou při řízení národních parků. V národních parcích často dochází k nelegálnímu kácení a jiným zneužitím, někdy z důvodu korupce v politice.
Některé země také zakládají národní parky na lokalitách se zvláštním kulturním, vědeckým nebo historickým významem, nebo jako speciální subjekty své soustavy národních parků. Jiné zas na zachování historických lokalit používají jiný systém. Některé z těchto lokalit dostaly od organizace UNESCO označení Součást světového přírodního dědictví.
V mnoha zemích mohou být za správu parků odpovědné orgány místní samosprávy. Přesto se některé z nich někdy nazývají „národní“ parky.